# 852 (numero)
Ottocentocinquantadue (852) è il numero naturale dopo l'851 e prima dell'853.

## Proprietà matematiche
- È un numero pari.
- È un numero composto con 12 divisori: 1, 2, 3, 4, 6, 12, 71, 142, 213, 284, 426, 852. Poiché la somma dei suoi divisori (escluso il numero stesso) è 1164 > 852, è un numero abbondante.
- È un numero semiperfetto in quanto pari alla somma di alcuni (o tutti) i suoi divisori.
- È un numero intoccabile.
- È un numero di Smith nel sistema numerico decimale.
- È un numero congruente.
- È un numero odioso.
- È un numero pentagonale.
- È un numero palindromo  e un numero ondulante nel sistema posizionale a base 17 (2G2) e in quello a base 23 (1E1).
- È parte delle terne pitagoriche  (355, 852, 923), (639, 852, 1065), (852, 1136, 1420), (852, 2485, 2627), (852, 5005, 5077), (852, 10064, 10100), (852, 15111, 15135), (852, 20155, 20173), (852, 30240, 30252), (852, 45365, 45373), (852, 60489, 60495), (852, 90736, 90740), (852, 181475, 181477).

## Astronomia
- 852 Wladilena è un asteroide della fascia principale del sistema solare.
- NGC 852 è un galassia spirale della costellazione di Eridano.

## Astronautica
- Cosmos 852 è un satellite artificiale russo.